# Barákova komise
Barákova komise byla komise ÚV KSČ pro přezkoumání zákonnosti některých soudních případů, které se uskutečnily v Československu od nástupu KSČ k moci roku 1948, z hlediska výše trestů. Protože se zabývala jen otázkou výšky trestů a ne otázkou viny, šlo spíše o komisi revizní a ne rehabilitační. Ustavena byla 10. ledna 1955 a její činnost trvala až do roku 1957. V jejím čele stál tehdejší ministr vnitra Rudolf Barák. Činnost komise byla zpočátku tajná a informace získávala bez zákonného podkladu pod různými jinými záminkami.
Výsledkem komise bylo zmírnění relativně malého množství trestů udělených v politických procesech 50. let (což v některých případech vedlo k propuštění vězněných). Některé případy byly vyřešeny udělením amnestie. Komise však byla zaměřená jen na procesy v rámci KSČ a její závěry nesměřovaly proti straně, ale jen vůči jejím neurčitým členům. To bylo způsobené mimo jiné tím, že většina osobností, které se na procesech podílely, ještě zastávala svoje úřady, nebo se přímo podílela na práci komise (i samotný Barák). Na druhou stranu komise oficiálně zjistila víceré pochybnosti, či informace o psychickém nátlaku a mučení, které výrazně zpochybňovaly spravedlivost a právoplatnost procesů.
V návaznosti na Barákovu komisi byl Rudolf Barák 5. dubna 1956 jmenován i vedoucím tzv. komise C, která měla za úkol se zvlášť zabývat případem Slánský a spol. Potřeba přešetření případu přicházela hlavně ze zahraničí, kde se podobná přešetření ikonických procesů uvnitř strany též uskutečnila. Případ se Slánským byl sice překvalifikován, zároveň však potvrzen jako oprávněný.
Barákova komise se zabývala i slovenskými komunistickými politiky uvězněnými v rámci tzv. procesu s buržoazními nacionalisty. Samotný poměrně čerstvý případ komise ještě v roce 1955 potvrdila, byla však přerušena vazba Ladislava Novomeského a jeho případ byl posunutý na soud, který Novomeského následně v roce 1956 pro údajné "dobré chování a odpykání poloviny trestu" osvobodil.
V 60. letech vznikla druhá rehabilitační komise (Kolderova komise), v rámci které byla Barákova komise prošetřena a podrobena kritice. Rudolf Barák byl zároveň uznán za zodpovědného za nespravedlivý přístup komise k otázce rehabilitací, a následně byl odsouzen k 15 rokům vězení pro trestný čin sabotáže a rozkrádání socialistického majetku.